# Premi Emmy 2022
La cerimonia della 74ª edizione dei Primetime Emmy Awards (74th Primetime Emmy Awards) si è tenuta al Microsoft Theater di Los Angeles, il 12 settembre 2022.
Le candidature sono state annunciate il 12 luglio 2022 da J. B. Smoove e Melissa Fumero.

## Primetime Emmy Awards

### Programmi televisivi

#### Miglior serie commedia
- Ted Lasso, distribuita da Apple TV+
  - Abbott Elementary, distribuita da ABC
  - Barry, distribuita da HBO
  - Curb Your Enthusiasm, distribuita da HBO
  - Hacks, distribuita da HBO Max
  - La fantastica signora Maisel (The Marvelous Mrs. Maisel), distribuita da Prime Video
  - Only Murders in the Building, distribuita da Hulu
  - What We Do in the Shadows, distribuita da FX

#### Miglior serie drammatica
- Succession, distribuita da HBO
  - Better Call Saul, distribuita da AMC
  - Euphoria, distribuita da HBO
  - Ozark, distribuita da Netflix
  - Scissione (Severance), distribuita da Apple TV+
  - Squid Game, distribuita da Netflix
  - Stranger Things, distribuita da Netflix
  - Yellowjackets, distribuita da Showtime

#### Miglior miniserie
- The White Lotus, distribuita da HBO
  - Dopesick - Dichiarazione di dipendenza, distribuita da Hulu
  - The Dropout, distribuita da Hulu
  - Inventing Anna, distribuita da Netflix
  - Pam & Tommy, distribuita da Hulu

#### Miglior reality competitivo
- Lizzo's Watch Out for the Big Grrrls, distribuito da Prime Video
  - The Amazing Race, distribuito da CBS
  - Nailed It!, distribuito da Netflix
  - RuPaul's Drag Race, distribuito da VH1
  - Top Chef, distribuito da Bravo
  - The Voice, distribuito da NBC

#### Miglior varietà talk show
- Last Week Tonight with John Oliver, distribuito da HBO
  - The Daily Show, distribuito da Comedy Central
  - Jimmy Kimmel Live!, distribuito da ABC
  - Late Night with Seth Meyers, distribuito da NBC
  - The Late Show with Stephen Colbert, distribuito da CBS

#### Miglior varietà sketch show
- Saturday Night Live, distribuito da NBC
  - A Black Lady Sketch Show, distribuito da HBO

#### Miglior varietà speciale (diretta)
- Super Bowl LVI halftime show, distribuito da NBC
  - Grammy Awards 2022, distribuito da CBS
  - Live in Front of a Studio Audience, distribuito da ABC
  - Premi Oscar 2022, distribuito da ABC
  - Tony Awards 2022, distribuito da CBS

### Recitazione

#### Miglior attore protagonista in una serie commedia
- Jason Sudeikis, per aver interpretato Ted Lasso in Ted Lasso
  - Donald Glover, per aver interpretato Earn Marks in Atlanta
  - Bill Hader, per aver interpretato Barry Berkman / Barry Block in Barry
  - Nicholas Hoult, per aver interpretato Peter/Pugachev in The Great
  - Steve Martin, per aver interpretato Charles-Haden Savage in Only Murders in the Building
  - Martin Short, per aver interpretato Oliver Putnam in Only Murders in the Building

#### Miglior attrice protagonista in una serie commedia
- Jean Smart, per aver interpretato Deborah Vance in Hacks
  - Rachel Brosnahan, per aver interpretato Miriam "Midge" Maisel in La fantastica signora Maisel
  - Quinta Brunson, per aver interpretato Janine Teagues in Abbott Elementary
  - Kaley Cuoco, per aver interpretato Cassie Bowden in L'assistente di volo - The Flight Attendant
  - Elle Fanning, per aver interpretato Caterina la grande in The Great
  - Issa Rae, per aver interpretato Issa Dee in Insecure

#### Miglior attore protagonista in una serie drammatica
- Lee Jung-jae, per aver interpretato Seong Gi-hun in Squid Game
  - Jason Bateman, per aver interpretato Marty Byrde in Ozark
  - Brian Cox, per aver interpretato Logan Roy in Succession
  - Bob Odenkirk, per aver interpretato Saul Goodman in Better Call Saul
  - Adam Scott, per aver interpretato Mark Scout in Scissione
  - Jeremy Strong, per aver interpretato Kendall Roy in Succession

#### Miglior attrice protagonista in una serie drammatica
- Zendaya, per aver interpretato Rue Bennett in Euphoria
  - Jodie Comer, per aver interpretato Villanelle in Killing Eve
  - Laura Linney, per aver interpretato Wendy Byrde in Ozark
  - Melanie Lynskey, per aver interpretato Shauna Sadecki in Yellowjackets
  - Sandra Oh, per aver interpretato Eve Polastri in Killing Eve
  - Reese Witherspoon, per aver interpretato Bradley Jackson in The Morning Show

#### Miglior attore protagonista in una miniserie o film
- Michael Keaton, per aver interpretato Dr. Samuel Finnix in Dopesick - Dichiarazione di dipendenza
  - Colin Firth, per aver interpretato Michael Peterson in The Staircase - Una morte sospetta
  - Andrew Garfield, per aver interpretato Detective Jeb Pyre in In nome del cielo
  - Oscar Isaac, per aver interpretato Jonathan Levy in Scene da un matrimonio
  - Himesh Patel, per aver interpretato Jeevan Chaudhary in Station Eleven
  - Sebastian Stan, per aver interpretato Tommy Lee in Pam & Tommy

#### Miglior attrice protagonista in una miniserie o film
- Amanda Seyfried, per aver interpretato Elizabeth Holmes in The Dropout
  - Toni Collette, per aver interpretato Kathleen Peterson in The Staircase - Una morte sospetta
  - Julia Garner, per aver interpretato Anna Sorokin in Inventing Anna
  - Lily James, per aver interpretato Pamela Anderson in Pam & Tommy
  - Sarah Paulson, per aver interpretato Linda Tripp in American Crime Story: Impeachment
  - Margaret Qualley, per aver interpretato Alex Russell in Maid

#### Miglior attore non protagonista in una serie commedia
- Brett Goldstein, per aver interpretato Roy Kent in Ted Lasso
  - Anthony Carrigan, per aver interpretato NoHo Hank in Barry
  - Toheeb Jimoh, per aver interpretato Sam Obisanya in Ted Lasso
  - Nick Mohammed, per aver interpretato Nathan Shelley in Ted Lasso
  - Tony Shalhoub, per aver interpretato Abe Weissman in La fantastica signora Maisel
  - Tyler James Williams, per aver interpretato Gregory Eddie in Abbott Elementary
  - Henry Winkler, per aver interpretato Gene Cousineau in Barry
  - Bowen Yang, per aver interpretato vari personaggi in Saturday Night Live

#### Miglior attrice non protagonista in una serie commedia
- Sheryl Lee Ralph, per aver interpretato Barbara Howard in Abbott Elementary
  - Alex Borstein, per aver interpretato Susie Myerson in La fantastica signora Maisel
  - Hannah Einbinder, per aver interpretato Ava Daniels in Hacks
  - Janelle James, per aver interpretato Ava Coleman in Abbott Elementary
  - Kate McKinnon, per aver interpretato vari personaggi in Saturday Night Live
  - Sarah Niles, per aver interpretato Dr. Sharon Fieldstone in Ted Lasso
  - Juno Temple, per aver interpretato Keeley Jones in Ted Lasso
  - Hannah Waddingham, per aver interpretato Rebecca Welton in Ted Lasso

#### Miglior attore non protagonista in una serie drammatica
- Matthew Macfadyen, per aver interpretato Tom Wambsgans in Succession
  - Nicholas Braun, per aver interpretato Gregory "Greg" Hirsch in Succession
  - Billy Crudup, per aver interpretato Cory Ellison in The Morning Show
  - Kieran Culkin, per aver interpretato Roman Roy in Succession
  - Park Hae-soo, per aver interpretato Cho Sang-woo / 218 in Squid Game
  - John Turturro, per aver interpretato Irving Bailiff in Scissione
  - Christopher Walken, per aver interpretato Burt Goodman in Scissione
  - Oh Yeong-su, per aver interpretato Oh Il-nam / 001 in Squid Game

#### Miglior attrice non protagonista in una serie drammatica
- Julia Garner, per aver interpretato Ruth Langmore in Ozark
  - Patricia Arquette, per aver interpretato Harmony Cobel in Scissione
  - Jung Ho-yeon, per aver interpretato Kang Sae-byeok / 067 in Squid Game
  - Christina Ricci, per aver interpretato Misty Quigley in Yellowjackets
  - Rhea Seehorn, per aver interpretato Kim Wexler in Better Call Saul
  - J. Smith-Cameron, per aver interpretato Gerri Kellman in Succession
  - Sarah Snook, per aver interpretato Siobhan "Shiv" Roy in Succession
  - Sydney Sweeney, per aver interpretato Cassie Howard in Euphoria

#### Miglior attore non protagonista in una miniserie o film
- Murray Bartlett, per aver interpretato Armond White in The White Lotus
  - Jake Lacy, per aver interpretato Shane Patton in The White Lotus
  - Will Poulter, per aver interpretato Billy Cutler in Dopesick - Dichiarazione di dipendenza
  - Seth Rogen, per aver interpretato Rand Gauthier in Pam & Tommy
  - Peter Sarsgaard, per aver interpretato Rick Mountcastle in Dopesick - Dichiarazione di dipendenza
  - Michael Stuhlbarg, per aver interpretato Richard Sackler in Dopesick - Dichiarazione di dipendenza
  - Steve Zahn, per aver interpretato Mark Mossbacher in The White Lotus

#### Miglior attrice non protagonista in una miniserie o film
- Jennifer Coolidge, per aver interpretato Tanya McQuoid in The White Lotus
  - Connie Britton, per aver interpretato Nicole Mossbacher in The White Lotus
  - Alexandra Daddario, per aver interpretato Rachel Patton in The White Lotus
  - Kaitlyn Dever, per aver interpretato Betsy Mallum in Dopesick - Dichiarazione di dipendenza
  - Natasha Rothwell, per aver interpretato Belinda Lindsey in The White Lotus
  - Sydney Sweeney, per aver interpretato Olivia Mossbacher in The White Lotus
  - Mare Winningham, per aver interpretato Diane Mallum in Dopesick - Dichiarazione di dipendenza

### Regia

#### Miglior regia in una serie commedia
- Ted Lasso (Episodio: "Zero matrimoni e un funerale"), diretto da MJ Delaney
  - Atlanta (Episodio: "Nuovo Jazz"), diretto da Hiro Murai
  - Barry (Episodio: "710N"), diretto da Bill Hader
  - Hacks (Episodio: "There Will Be Blood"), diretto da Lucia Aniello
  - The Ms. Pat Show (Episodio: "Baby Daddy Groundhog Day"), diretto da Mary Lou Belli
  - Only Murders in the Building (Episodio: "Il ragazzo della 6B"), diretto da Cherien Dabis
  - Only Murders in the Building (Episodio: "True crime"), diretto da Jamie Babbit

#### Miglior regia in una serie drammatica
- Squid Game (Episodio: "Un, due, tre, stella"), diretto da Hwang Dong-hyuk
  - Ozark (Episodio: "Una fine difficile"), diretto da Jason Bateman
  - Scissione (Episodio: "Il nostro vero io"), diretto da Ben Stiller
  - Succession (Episodio: "Un accordo segreto"), diretto da Mark Mylod
  - Succession (Episodio: "La perturbazione"), diretto da Cathy Yan
  - Succession (Episodio: "Un compleanno intenso"), diretto da Lorene Scafaria
  - Yellowjackets (Episodio: "Passato presente"), diretto da Karyn Kusama

#### Miglior regia in una miniserie o film
- The White Lotus, diretta da Mike White
  - Dopesick - Dichiarazione di dipendenza (Episodio: "Il popolo contro Purdue Pharma"), diretto da Danny Strong
  - The Dropout (Episodio: "Centrifuga verde"), diretto da Michael Showalter
  - The Dropout (Episodio: "Iron Sister"), diretto da Francesca Gregorini
  - Maid (Episodio: "Celeste"), diretto da John Wells
  - Station Eleven (Episodio: "Wheel of Fire"), diretto da Hiro Murai

### Sceneggiatura

#### Miglior sceneggiatura in una serie commedia
- Abbott Elementary (Episodio: "Pilota"), sceneggiato da Quinta Brunson
  - Barry (Episodio: "710N"), sceneggiato da Duffy Boudreau
  - Barry (Episodio: "starting now"), sceneggiato da Alec Berg, Bill Hader
  - Hacks (Episodio: "The One, The Only"), sceneggiato da Lucia Aniello, Paul W. Downs, Jen Statsky
  - Only Murders in the Building (Episodio: "True Crime"), sceneggiato da Steve Martin, John Hoffman
  - Ted Lasso (Episodio: "Zero matrimoni e un funerale"), sceneggiato da Jane Becker
  - What We Do in the Shadows (Episodio: "The Casino"), sceneggiato da Sarah Naftalis
  - What We Do in the Shadows (Episodio: "The Wellness Center"), sceneggiato da Stefani Robinson

#### Miglior sceneggiatura in una serie drammatica
- Succession (Episodio: "Un accordo segreto"), scritto da Jesse Armstrong
  - Better Call Saul (Episodio: "Il piano e l'esecuzione"), scritto da Thomas Schnauz
  - Ozark (Episodio: "Una fine difficile"), scritto da Chris Mundy
  - Scissione (Episodio: "Il nostro vero io"), scritto da Dan Erickson
  - Squid Game (Episodio: "Un giorno fortunato"), scritto da Hwang Dong-hyuk
  - Yellowjackets (Episodio: "Fa diesis"), scritto da Jonathan Lisco, Ashley Lyle, Bart Nickerson
  - Yellowjackets (Episode: "Passato presente"), scritto da Ashley Lyle, Bart Nickerson

#### Miglior sceneggiatura in una miniserie o film
- The White Lotus, sceneggiata da Mike White
  - Dopesick - Dichiarazione di dipendenza (Episodio: "Il popolo contro Purdue Pharma"), sceneggiato da Danny Strong
  - American Crime Story: Impeachment (Episodio: "Atto di forza"), sceneggiato da Sarah Burgess
  - Maid (Episodio: "Schiocchi"), sceneggiato da Molly Smith Metzler
  - Station Eleven (Episodio: "Unbroken Circle"), sceneggiato da Patrick Somerville
  - The Dropout (Episodio: "Ho fretta"), sceneggiato da Elizabeth Meriwether

#### Miglior sceneggiatura in una serie varietà
- Jerrod Carmichael: Rothaniel
  - The Daily Show
  - Ali Wong: Don Wong
  - Nicole Byer: BBW (Big Beautiful Weirdo)
  - Norm Macdonald: Nothing Special